# Saint-Martial-le-Mont
Saint-Martial-le-Mont ist eine Gemeinde im Zentralmassiv in Frankreich. Sie gehört zur Region, zum Département Creuse, zum Arrondissement Guéret und zum Kanton Ahun. 
Sie grenzt im Nordwesten an Moutier-d’Ahun, im Norden an Lavaveix-les-Mines, im Nordosten an Saint-Pardoux-les-Cards, im Osten an Issoudun-Létrieix, im Südosten an Saint-Médard-la-Rochette, im Süden an Ars und im Westen an Fransèches und Ahun.

## Bevölkerungsentwicklung
| Jahr      | 1962 | 1968 | 1975 | 1982 | 1990 | 1999 | 2012 | 2018 |
| --------- | ---- | ---- | ---- | ---- | ---- | ---- | ---- | ---- |
| Einwohner | 359  | 356  | 316  | 265  | 255  | 276  | 223  | 267  |

## Sehenswürdigkeiten
- Kirche Saint-Martial aus dem 18. Jahrhundert, seit 1969 Monument historique
- Galloromanisches steinernes Denkmal, ebenfalls Monument historique
- Denkmal des Kunstmalers, Kupferstechers und Schriftstellers Jacques Lagrange

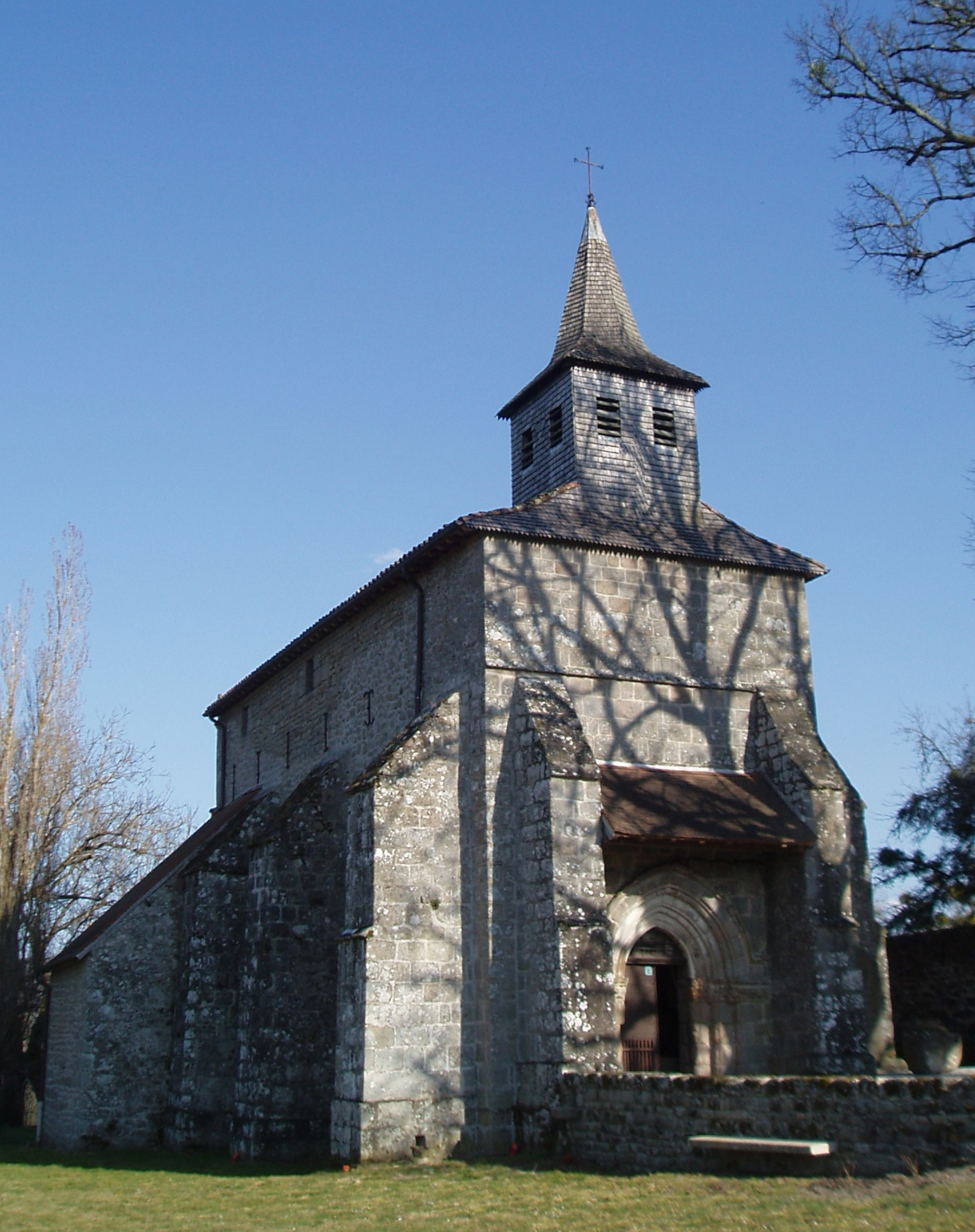
Kirche Saint-Martial
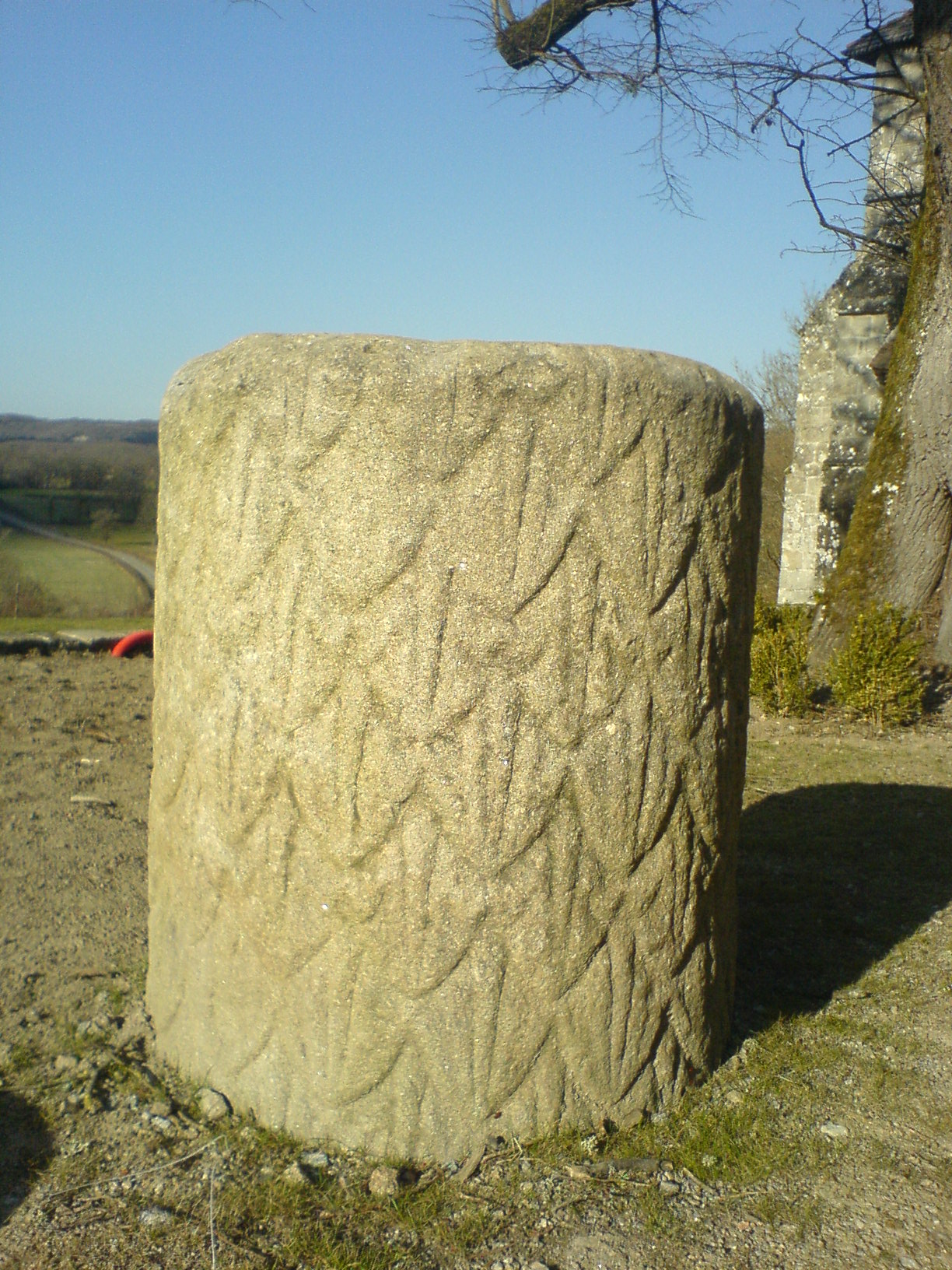
Galloromanisches Denkmal
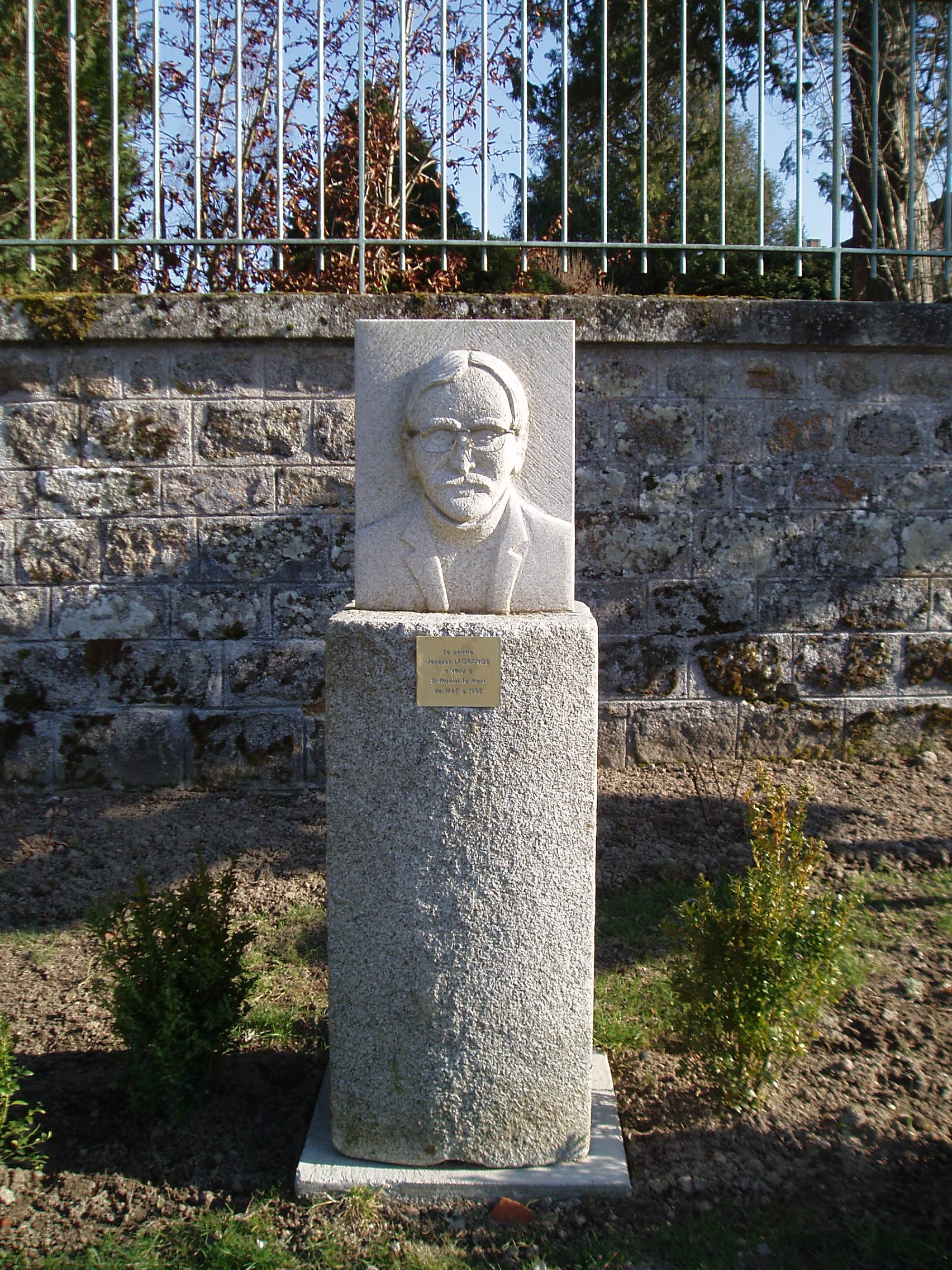
Denkmal von Jacques Lagrange